# Classe Chitose
La classe Chitose (千歳型?, Chitose-gata) fu una classe di portaerei leggere che prestarono servizio nella Marina imperiale giapponese durante la seconda guerra mondiale, composta da due unità: la Chitose e la Chiyoda. Le unità di questa classe, entrate in servizio nel 1938, erano in origine delle portaidrovolanti, ma furono riconvertite in portaerei leggere nel 1943; entrambe andarono perdute nel corso della battaglia del Golfo di Leyte il 25 ottobre 1944.

## Le unità
| Nome    | Impostazione     | Varo             | Entrata in servizio | Destino finale                                                                                   |
| ------- | ---------------- | ---------------- | ------------------- | ------------------------------------------------------------------------------------------------ |
| Chitose | 26 novembre 1934 | 29 novembre 1936 | 25 luglio 1938      | affondata il 25 ottobre 1944 da unità aeree statunitensi durante la battaglia del Golfo di Leyte |
| Chiyoda | 14 dicembre 1936 | 19 novembre 1937 | 15 dicembre 1938    | affondata il 25 ottobre 1944 da unità aeree statunitensi durante la battaglia del Golfo di Leyte |